# Lista di asteroidi (617001-618000)
Di seguito una lista di asteroidi dal numero 617001  al 618000 con data di scoperta e scopritore.

## 617001–617100
| Nome   | Designazione provvisoria | Data di scoperta  | Scopritore             |
| ------ | ------------------------ | ----------------- | ---------------------- |
| 617001 | 2002 QG53                | 18 agosto 2002    | NEAT                   |
| 617002 | 2002 QH71                | 8 agosto 2002     | NEAT                   |
| 617003 | 2002 QA81                | 18 agosto 2002    | NEAT                   |
| 617004 | 2002 QW94                | 17 agosto 2002    | AMOS                   |
| 617005 | 2002 QJ98                | 8 agosto 2002     | NEAT                   |
| 617006 | 2002 QE104               | 16 agosto 2002    | NEAT                   |
| 617007 | 2002 QK105               | 12 agosto 2002    | M. W. Buie, S. D. Kern |
| 617008 | 2002 QL120               | 25 aprile 2006    | Spacewatch             |
| 617009 | 2002 QU125               | 29 luglio 2002    | NEAT                   |
| 617010 | 2002 QW126               | 28 agosto 2006    | LONEOS                 |
| 617011 | 2002 QS135               | 30 agosto 2002    | NEAT                   |
| 617012 | 2002 QZ141               | 14 settembre 2006 | Spacewatch             |
| 617013 | 2002 QZ142               | 30 ottobre 2002   | SDSS Collaboration     |
| 617014 | 2002 QW145               | 11 settembre 2007 | Spacewatch             |
| 617015 | 2002 QR148               | 1 maggio 2006     | D. E. Trilling         |
| 617016 | 2002 QU148               | 28 ottobre 2010   | Mount Lemmon Survey    |
| 617017 | 2002 QL151               | 2 dicembre 2011   | R. Holmes              |
| 617018 | 2002 QQ151               | 10 novembre 2009  | Spacewatch             |
| 617019 | 2002 QO152               | 22 giugno 2010    | Mount Lemmon Survey    |
| 617020 | 2002 QE153               | 23 ottobre 2009   | Spacewatch             |
| 617021 | 2002 QB154               | 17 febbraio 2010  | Spacewatch             |
| 617022 | 2002 QP157               | 19 novembre 2009  | Mount Lemmon Survey    |
| 617023 | 2002 QJ158               | 3 aprile 2016     | Pan-STARRS             |
| 617024 | 2002 RJ72                | 5 settembre 2002  | LINEAR                 |
| 617025 | 2002 RS164               | 12 settembre 2002 | NEAT                   |
| 617026 | 2002 RF195               | 12 settembre 2002 | NEAT                   |
| 617027 | 2002 RG197               | 13 settembre 2002 | NEAT                   |
| 617028 | 2002 RH254               | 11 marzo 2005     | Mount Lemmon Survey    |
| 617029 | 2002 RU274               | 23 novembre 2006  | Spacewatch             |
| 617030 | 2002 RM275               | 12 settembre 2002 | NEAT                   |
| 617031 | 2002 RB284               | 10 settembre 2007 | Mount Lemmon Survey    |
| 617032 | 2002 RE290               | 8 novembre 2008   | Mount Lemmon Survey    |
| 617033 | 2002 RH298               | 17 agosto 2006    | NEAT                   |
| 617034 | 2002 SN59                | 3 settembre 2002  | CINEOS                 |
| 617035 | 2002 SM63                | 27 settembre 2002 | NEAT                   |
| 617036 | 2002 SU75                | 12 settembre 2007 | Spacewatch             |
| 617037 | 2002 TH61                | 3 ottobre 2002    | CINEOS                 |
| 617038 | 2002 TA93                | 2 ottobre 2002    | LINEAR                 |
| 617039 | 2002 TO116               | 3 ottobre 2002    | NEAT                   |
| 617040 | 2002 TM140               | 5 ottobre 2002    | NEAT                   |
| 617041 | 2002 TM147               | 4 ottobre 2002    | NEAT                   |
| 617042 | 2002 TJ150               | 5 ottobre 2002    | NEAT                   |
| 617043 | 2002 TR152               | 5 ottobre 2002    | NEAT                   |
| 617044 | 2002 TX155               | 5 ottobre 2002    | Spacewatch             |
| 617045 | 2002 TF162               | 5 ottobre 2002    | NEAT                   |
| 617046 | 2002 TX204               | 4 ottobre 2002    | LINEAR                 |
| 617047 | 2002 TP377               | 30 settembre 2006 | Mount Lemmon Survey    |
| 617048 | 2002 TB380               | 14 settembre 2002 | NEAT                   |
| 617049 | 2002 TF387               | 19 marzo 2009     | Mount Lemmon Survey    |
| 617050 | 2002 TT391               | 2 gennaio 2012    | Spacewatch             |
| 617051 | 2002 TX391               | 6 gennaio 2010    | Spacewatch             |
| 617052 | 2002 TZ391               | 18 settembre 2009 | Mount Lemmon Survey    |
| 617053 | 2002 TA392               | 23 ottobre 2009   | Mount Lemmon Survey    |
| 617054 | 2002 UO1                 | 6 settembre 2002  | CINEOS                 |
| 617055 | 2002 UU14                | 15 ottobre 2002   | NEAT                   |
| 617056 | 2002 UY29                | 30 ottobre 2002   | Spacewatch             |
| 617057 | 2002 UF80                | 17 settembre 2006 | CSS                    |
| 617058 | 2002 UW80                | 27 dicembre 2006  | Mount Lemmon Survey    |
| 617059 | 2002 UA81                | 2 settembre 2010  | Mount Lemmon Survey    |
| 617060 | 2002 UM81                | 29 agosto 2006    | Spacewatch             |
| 617061 | 2002 VG65                | 2 novembre 2002   | AMOS                   |
| 617062 | 2002 VP123               | 14 novembre 2002  | NEAT                   |
| 617063 | 2002 VA145               | 17 settembre 2006 | Spacewatch             |
| 617064 | 2002 VJ150               | 27 marzo 2004     | LONEOS                 |
| 617065 | 2002 VQ151               | 2 gennaio 2012    | Mount Lemmon Survey    |
| 617066 | 2002 VY153               | 6 aprile 2008     | Spacewatch             |
| 617067 | 2002 WV22                | 13 febbraio 2008  | Mount Lemmon Survey    |
| 617068 | 2002 WN28                | 16 novembre 2002  | NEAT                   |
| 617069 | 2002 WO28                | 1 dicembre 2008   | Mount Lemmon Survey    |
| 617070 | 2002 WQ31                | 28 dicembre 2011  | Mount Lemmon Survey    |
| 617071 | 2002 WH32                | 19 luglio 2007    | SSS                    |
| 617072 | 2002 WT32                | 9 dicembre 2015   | Pan-STARRS             |
| 617073 | 2002 XA46                | 6 dicembre 2002   | LINEAR                 |
| 617074 | 2002 XO53                | 10 dicembre 2002  | NEAT                   |
| 617075 | 2002 XH109               | 24 novembre 2002  | NEAT                   |
| 617076 | 2002 XE117               | 23 novembre 2006  | Mount Lemmon Survey    |
| 617077 | 2002 XV121               | 13 marzo 2011     | Mount Lemmon Survey    |
| 617078 | 2002 XP122               | 17 ottobre 2012   | Mount Lemmon Survey    |
| 617079 | 2002 XG124               | 29 dicembre 2011  | Mount Lemmon Survey    |
| 617080 | 2002 YH36                | 19 gennaio 2004   | Spacewatch             |
| 617081 | 2003 AH51                | 5 gennaio 2003    | LINEAR                 |
| 617082 | 2003 BQ42                | 28 gennaio 2003   | AMOS                   |
| 617083 | 2003 BC47                | 29 gennaio 2003   | NEAT                   |
| 617084 | 2003 BG72                | 28 gennaio 2003   | NEAT                   |
| 617085 | 2003 BR86                | 26 gennaio 2003   | LONEOS                 |
| 617086 | 2003 BR95                | 19 luglio 2005    | NEAT                   |
| 617087 | 2003 BY95                | 30 gennaio 2014   | Spacewatch             |
| 617088 | 2003 BD97                | 20 aprile 2004    | Spacewatch             |
| 617089 | 2003 BK98                | 15 settembre 2006 | Spacewatch             |
| 617090 | 2003 BB100               | 25 luglio 2015    | Pan-STARRS             |
| 617091 | 2003 BG100               | 20 marzo 2007     | Mount Lemmon Survey    |
| 617092 | 2003 BJ100               | 26 gennaio 2012   | Mount Lemmon Survey    |
| 617093 | 2003 BX100               | 4 dicembre 2015   | Mount Lemmon Survey    |
| 617094 | 2003 BO101               | 10 novembre 2016  | Mount Lemmon Survey    |
| 617095 | 2003 BF102               | 13 novembre 2010  | Mount Lemmon Survey    |
| 617096 | 2003 EN38                | 7 febbraio 2003   | NEAT                   |
| 617097 | 2003 EV42                | 10 marzo 2003     | Spacewatch             |
| 617098 | 2003 EH62                | 7 marzo 2003      | LONEOS                 |
| 617099 | 2003 EN64                | 12 marzo 2003     | Spacewatch             |
| 617100 | 2003 FV15                | 23 marzo 2003     | NEAT                   |

## 617101–617200
| Nome   | Designazione provvisoria | Data di scoperta  | Scopritore                   |
| ------ | ------------------------ | ----------------- | ---------------------------- |
| 617101 | 2003 FY17                | 24 marzo 2003     | Spacewatch                   |
| 617102 | 2003 FJ53                | 25 marzo 2003     | NEAT                         |
| 617103 | 2003 FM129               | 31 marzo 2003     | Cerro Tololo Obs.            |
| 617104 | 2003 FY134               | 26 marzo 2003     | Spacewatch                   |
| 617105 | 2003 GY6                 | 3 aprile 2003     | LONEOS                       |
| 617106 | 2003 GC26                | 4 aprile 2003     | Spacewatch                   |
| 617107 | 2003 GG58                | 5 aprile 2003     | Spacewatch                   |
| 617108 | 2003 GK59                | 5 aprile 2003     | Spacewatch                   |
| 617109 | 2003 GY59                | 11 settembre 2004 | Spacewatch                   |
| 617110 | 2003 GH60                | 18 gennaio 2008   | Spacewatch                   |
| 617111 | 2003 GT62                | 16 febbraio 2012  | Pan-STARRS                   |
| 617112 | 2003 GS64                | 6 gennaio 2010    | Spacewatch                   |
| 617113 | 2003 GO65                | 1 aprile 2003     | SDSS Collaboration           |
| 617114 | 2003 HC7                 | 24 aprile 2003    | Spacewatch                   |
| 617115 | 2003 HH23                | 27 marzo 2003     | NEAT                         |
| 617116 | 2003 HS44                | 28 aprile 2003    | Spacewatch                   |
| 617117 | 2003 HZ52                | 4 aprile 2003     | Spacewatch                   |
| 617118 | 2003 HB62                | 25 febbraio 2012  | L. Elenin                    |
| 617119 | 2003 HY62                | 5 settembre 2010  | Mount Lemmon Survey          |
| 617120 | 2003 HB63                | 2 giugno 2003     | Spacewatch                   |
| 617121 | 2003 HG65                | 3 dicembre 2010   | Mount Lemmon Survey          |
| 617122 | 2003 JA19                | 28 dicembre 2005  | Spacewatch                   |
| 617123 | 2003 JY19                | 1 maggio 2003     | Spacewatch                   |
| 617124 | 2003 JE20                | 28 febbraio 2014  | Pan-STARRS                   |
| 617125 | 2003 JR20                | 11 maggio 2003    | Spacewatch                   |
| 617126 | 2003 KB1                 | 22 maggio 2003    | Spacewatch                   |
| 617127 | 2003 KB7                 | 23 maggio 2003    | Spacewatch                   |
| 617128 | 2003 KK30                | 31 marzo 2003     | Spacewatch                   |
| 617129 | 2003 KV31                | 26 maggio 2003    | Spacewatch                   |
| 617130 | 2003 KE39                | 25 settembre 2011 | Pan-STARRS                   |
| 617131 | 2003 LK10                | 12 settembre 2015 | Pan-STARRS                   |
| 617132 | 2003 ND14                | 15 aprile 2012    | Pan-STARRS                   |
| 617133 | 2003 PL4                 | 8 luglio 2003     | NEAT                         |
| 617134 | 2003 PG13                | 14 settembre 2013 | Pan-STARRS                   |
| 617135 | 2003 QK120               | 22 agosto 2003    | NEAT                         |
| 617136 | 2003 QO122               | 22 dicembre 2008  | Mount Lemmon Survey          |
| 617137 | 2003 SN78                | 19 settembre 2003 | Spacewatch                   |
| 617138 | 2003 SC239               | 27 settembre 2003 | Spacewatch                   |
| 617139 | 2003 SY241               | 18 settembre 2003 | Spacewatch                   |
| 617140 | 2003 SG269               | 17 settembre 2003 | NEAT                         |
| 617141 | 2003 SZ302               | 19 settembre 2003 | LONEOS                       |
| 617142 | 2003 SJ340               | 2 ottobre 2003    | Spacewatch                   |
| 617143 | 2003 SY352               | 20 settembre 2003 | Spacewatch                   |
| 617144 | 2003 SF371               | 29 settembre 2003 | Spacewatch                   |
| 617145 | 2003 SF392               | 26 settembre 2003 | SDSS Collaboration           |
| 617146 | 2003 SX392               | 16 ottobre 2003   | NEAT                         |
| 617147 | 2003 SY392               | 26 settembre 2003 | SDSS Collaboration           |
| 617148 | 2003 SX394               | 26 settembre 2003 | SDSS Collaboration           |
| 617149 | 2003 SS406               | 27 settembre 2003 | SDSS Collaboration           |
| 617150 | 2003 SU435               | 25 settembre 2003 | NEAT                         |
| 617151 | 2003 SV435               | 27 settembre 2003 | LONEOS                       |
| 617152 | 2003 SF439               | 30 settembre 2003 | Spacewatch                   |
| 617153 | 2003 SG439               | 18 settembre 2003 | Spacewatch                   |
| 617154 | 2003 SH439               | 18 settembre 2003 | Spacewatch                   |
| 617155 | 2003 SK441               | 18 settembre 2003 | Spacewatch                   |
| 617156 | 2003 SL442               | 5 ottobre 2013    | Pan-STARRS                   |
| 617157 | 2003 SJ445               | 30 ottobre 2013   | Pan-STARRS                   |
| 617158 | 2003 SG450               | 23 novembre 2016  | Mount Lemmon Survey          |
| 617159 | 2003 SC453               | 1 ottobre 2015    | Mount Lemmon Survey          |
| 617160 | 2003 SN453               | 16 settembre 2003 | Spacewatch                   |
| 617161 | 2003 SS457               | 27 settembre 2003 | Spacewatch                   |
| 617162 | 2003 SX460               | 4 settembre 2008  | Spacewatch                   |
| 617163 | 2003 SL461               | 26 settembre 2003 | SDSS Collaboration           |
| 617164 | 2003 SS463               | 25 settembre 1998 | Spacewatch                   |
| 617165 | 2003 SN471               | 16 settembre 2003 | Spacewatch                   |
| 617166 | 2003 SQ475               | 21 settembre 2003 | Spacewatch                   |
| 617167 | 2003 TO60                | 17 gennaio 2005   | Spacewatch                   |
| 617168 | 2003 TS61                | 14 ottobre 2010   | Mount Lemmon Survey          |
| 617169 | 2003 TN64                | 31 gennaio 2017   | Pan-STARRS                   |
| 617170 | 2003 TR64                | 3 settembre 2013  | Pan-STARRS                   |
| 617171 | 2003 UN224               | 3 ottobre 2003    | Spacewatch                   |
| 617172 | 2003 UR240               | 24 ottobre 2003   | Spacewatch                   |
| 617173 | 2003 UA316               | 21 ottobre 2003   | NEAT                         |
| 617174 | 2003 UV321               | 16 ottobre 2003   | Spacewatch                   |
| 617175 | 2003 UJ364               | 20 ottobre 2003   | Spacewatch                   |
| 617176 | 2003 UO367               | 21 ottobre 2003   | Spacewatch                   |
| 617177 | 2003 UM386               | 22 ottobre 2003   | SDSS Collaboration           |
| 617178 | 2003 UQ395               | 11 marzo 2005     | Mount Lemmon Survey          |
| 617179 | 2003 UW409               | 23 ottobre 2003   | SDSS Collaboration           |
| 617180 | 2003 UA416               | 26 aprile 2006    | Spacewatch                   |
| 617181 | 2003 UH419               | 18 ottobre 2003   | NEAT                         |
| 617182 | 2003 UD420               | 26 settembre 2008 | Spacewatch                   |
| 617183 | 2003 UL420               | 26 ottobre 2008   | Spacewatch                   |
| 617184 | 2003 UW421               | 9 gennaio 2013    | Spacewatch                   |
| 617185 | 2003 UL422               | 10 settembre 2013 | Pan-STARRS                   |
| 617186 | 2003 UE428               | 22 gennaio 2015   | Pan-STARRS                   |
| 617187 | 2003 UH432               | 29 ottobre 2003   | Spacewatch                   |
| 617188 | 2003 UE435               | 20 agosto 2006    | NEAT                         |
| 617189 | 2003 UH441               | 20 maggio 2012    | Mount Lemmon Survey          |
| 617190 | 2003 VH7                 | 15 novembre 2003  | Spacewatch                   |
| 617191 | 2003 VG13                | 4 novembre 2003   | P. Kušnirák                  |
| 617192 | 2003 WV4                 | 27 ottobre 2003   | Spacewatch                   |
| 617193 | 2003 WB46                | 16 ottobre 2003   | Spacewatch                   |
| 617194 | 2003 WE50                | 14 novembre 2003  | NEAT                         |
| 617195 | 2003 WU60                | 19 novembre 2003  | Spacewatch                   |
| 617196 | 2003 WB88                | 24 novembre 2003  | P. R. Holvorcem, M. Schwartz |
| 617197 | 2003 WU144               | 20 novembre 2003  | LINEAR                       |
| 617198 | 2003 WO154               | 26 novembre 2003  | Spacewatch                   |
| 617199 | 2003 WD160               | 19 novembre 2003  | Spacewatch                   |
| 617200 | 2003 WP168               | 19 novembre 2003  | CSS                          |

## 617201–617300
| Nome   | Designazione provvisoria | Data di scoperta  | Scopritore                 |
| ------ | ------------------------ | ----------------- | -------------------------- |
| 617201 | 2003 WN196               | 24 aprile 2009    | Mount Lemmon Survey        |
| 617202 | 2003 WN197               | 20 ottobre 2017   | Mount Lemmon Survey        |
| 617203 | 2003 WP200               | 13 dicembre 2010  | L. Wells, M. Micheli       |
| 617204 | 2003 WS201               | 26 agosto 2011    | Spacewatch                 |
| 617205 | 2003 WB203               | 21 marzo 2015     | Pan-STARRS                 |
| 617206 | 2003 WG203               | 2 marzo 2009      | Spacewatch                 |
| 617207 | 2003 WN203               | 5 ottobre 2015    | Pan-STARRS                 |
| 617208 | 2003 WX204               | 3 novembre 2011   | Mount Lemmon Survey        |
| 617209 | 2003 WB205               | 2 luglio 2014     | Pan-STARRS                 |
| 617210 | 2003 WZ205               | 11 dicembre 2014  | Mount Lemmon Survey        |
| 617211 | 2003 WE206               | 2 settembre 2008  | Spacewatch                 |
| 617212 | 2003 WM206               | 17 novembre 2011  | Spacewatch                 |
| 617213 | 2003 WY206               | 24 novembre 2011  | Mount Lemmon Survey        |
| 617214 | 2003 WK208               | 9 ottobre 2008    | Mount Lemmon Survey        |
| 617215 | 2003 WD213               | 14 settembre 2013 | Pan-STARRS                 |
| 617216 | 2003 XP45                | 16 ottobre 2006   | CSS                        |
| 617217 | 2003 YS42                | 19 dicembre 2003  | Spacewatch                 |
| 617218 | 2003 YX92                | 20 novembre 2003  | Kitt Peak Obs.             |
| 617219 | 2003 YC108               | 26 dicembre 2003  | K. Sárneczky               |
| 617220 | 2003 YV110               | 25 dicembre 2003  | K. Sárneczky               |
| 617221 | 2003 YP185               | 9 dicembre 2015   | Pan-STARRS                 |
| 617222 | 2003 YZ186               | 29 febbraio 2016  | Pan-STARRS                 |
| 617223 | 2003 YD187               | 16 agosto 2017    | Pan-STARRS                 |
| 617224 | 2003 YQ187               | 19 novembre 2008  | Mount Lemmon Survey        |
| 617225 | 2003 YJ188               | 25 gennaio 2015   | Pan-STARRS                 |
| 617226 | 2003 YQ188               | 8 febbraio 2011   | Mount Lemmon Survey        |
| 617227 | 2003 YT189               | 24 settembre 2011 | Pan-STARRS                 |
| 617228 | 2003 YV189               | 8 ottobre 2008    | Mount Lemmon Survey        |
| 617229 | 2004 AV18                | 15 gennaio 2004   | Spacewatch                 |
| 617230 | 2004 AG20                | 15 gennaio 2004   | Spacewatch                 |
| 617231 | 2004 AR21                | 15 gennaio 2004   | Spacewatch                 |
| 617232 | 2004 AC22                | 15 gennaio 2004   | Spacewatch                 |
| 617233 | 2004 AQ22                | 15 gennaio 2004   | Spacewatch                 |
| 617234 | 2004 BC{{{2}}}           | 29 dicembre 2003  | Spacewatch                 |
| 617235 | 2004 BL124               | 22 dicembre 2003  | Spacewatch                 |
| 617236 | 2004 BV124               | 16 gennaio 2004   | Spacewatch                 |
| 617237 | 2004 BB133               | 17 gennaio 2004   | Spacewatch                 |
| 617238 | 2004 BT138               | 19 gennaio 2004   | Spacewatch                 |
| 617239 | 2004 BR163               | 8 novembre 2007   | Spacewatch                 |
| 617240 | 2004 BC164               | 17 gennaio 2004   | NEAT                       |
| 617241 | 2004 BE166               | 14 dicembre 2015  | Pan-STARRS                 |
| 617242 | 2004 BM167               | 30 gennaio 2004   | Spacewatch                 |
| 617243 | 2004 BZ169               | 22 febbraio 2017  | Pan-STARRS                 |
| 617244 | 2004 BC170               | 3 dicembre 2008   | Mount Lemmon Survey        |
| 617245 | 2004 BO172               | 17 gennaio 2015   | Pan-STARRS                 |
| 617246 | 2004 CJ5                 | 11 febbraio 2004  | NEAT                       |
| 617247 | 2004 CD19                | 28 gennaio 2004   | Spacewatch                 |
| 617248 | 2004 CS86                | 15 febbraio 2004  | LINEAR                     |
| 617249 | 2004 CH90                | 12 febbraio 2004  | Spacewatch                 |
| 617250 | 2004 CO111               | 14 febbraio 2004  | Spacewatch                 |
| 617251 | 2004 CU132               | 22 febbraio 2011  | Spacewatch                 |
| 617252 | 2004 CA134               | 2 gennaio 2017    | Pan-STARRS                 |
| 617253 | 2004 CW134               | 4 luglio 2017     | Pan-STARRS                 |
| 617254 | 2004 DT64                | 17 febbraio 2004  | Spacewatch                 |
| 617255 | 2004 DT74                | 17 febbraio 2004  | Spacewatch                 |
| 617256 | 2004 DT80                | 19 ottobre 2006   | Spacewatch                 |
| 617257 | 2004 DD81                | 30 marzo 2008     | Spacewatch                 |
| 617258 | 2004 DN81                | 30 luglio 2014    | Spacewatch                 |
| 617259 | 2004 DY81                | 6 dicembre 2013   | Pan-STARRS                 |
| 617260 | 2004 DJ82                | 31 dicembre 2008  | Spacewatch                 |
| 617261 | 2004 DM82                | 21 agosto 2006    | Spacewatch                 |
| 617262 | 2004 DV82                | 26 febbraio 2004  | M. W. Buie, D. E. Trilling |
| 617263 | 2004 DW82                | 26 febbraio 2011  | Mount Lemmon Survey        |
| 617264 | 2004 DA83                | 22 dicembre 2008  | Mount Lemmon Survey        |
| 617265 | 2004 DU84                | 14 gennaio 2018   | Pan-STARRS                 |
| 617266 | 2004 DA87                | 31 gennaio 2017   | Mount Lemmon Survey        |
| 617267 | 2004 EG51                | 14 settembre 1998 | Spacewatch                 |
| 617268 | 2004 ES89                | 14 marzo 2004     | Spacewatch                 |
| 617269 | 2004 EK104               | 15 marzo 2004     | Spacewatch                 |
| 617270 | 2004 EH111               | 15 marzo 2004     | Spacewatch                 |
| 617271 | 2004 ED114               | 15 marzo 2004     | Spacewatch                 |
| 617272 | 2004 FJ6                 | 23 marzo 2004     | LINEAR                     |
| 617273 | 2004 FB48                | 18 marzo 2004     | LINEAR                     |
| 617274 | 2004 FQ58                | 17 marzo 2004     | Spacewatch                 |
| 617275 | 2004 FX70                | 26 febbraio 2004  | M. W. Buie, D. E. Trilling |
| 617276 | 2004 FC125               | 27 marzo 2004     | LINEAR                     |
| 617277 | 2004 FT150               | 16 marzo 2004     | Spacewatch                 |
| 617278 | 2004 FK156               | 17 marzo 2004     | Spacewatch                 |
| 617279 | 2004 FV167               | 17 marzo 2004     | Spacewatch                 |
| 617280 | 2004 FC168               | 30 gennaio 2011   | Spacewatch                 |
| 617281 | 2004 FK168               | 18 dicembre 2007  | Mount Lemmon Survey        |
| 617282 | 2004 FS169               | 6 marzo 2011      | Mount Lemmon Survey        |
| 617283 | 2004 FD170               | 30 marzo 2011     | Pan-STARRS                 |
| 617284 | 2004 FR171               | 9 aprile 2015     | Mount Lemmon Survey        |
| 617285 | 2004 FF173               | 11 giugno 2015    | Pan-STARRS                 |
| 617286 | 2004 GW18                | 12 aprile 2004    | Spacewatch                 |
| 617287 | 2004 GD30                | 12 aprile 2004    | Spacewatch                 |
| 617288 | 2004 GR55                | 13 aprile 2004    | Spacewatch                 |
| 617289 | 2004 GH61                | 13 aprile 2004    | Spacewatch                 |
| 617290 | 2004 GO67                | 13 aprile 2004    | Spacewatch                 |
| 617291 | 2004 GR72                | 14 aprile 2004    | Spacewatch                 |
| 617292 | 2004 GG76                | 20 marzo 2004     | LINEAR                     |
| 617293 | 2004 GD90                | 29 ottobre 2006   | Spacewatch                 |
| 617294 | 2004 HB30                | 21 aprile 2004    | LINEAR                     |
| 617295 | 2004 HS30                | 13 aprile 2004    | NEAT                       |
| 617296 | 2004 HN42                | 20 aprile 2004    | LINEAR                     |
| 617297 | 2004 HT58                | 24 aprile 2004    | Spacewatch                 |
| 617298 | 2004 HL69                | 22 aprile 2004    | Spacewatch                 |
| 617299 | 2004 HF83                | 2 novembre 2007   | Mount Lemmon Survey        |
| 617300 | 2004 HP83                | 30 aprile 2004    | Spacewatch                 |

## 617301–617400
| Nome   | Designazione provvisoria | Data di scoperta  | Scopritore                 |
| ------ | ------------------------ | ----------------- | -------------------------- |
| 617301 | 2004 JO37                | 13 maggio 2004    | Spacewatch                 |
| 617302 | 2004 JX40                | 14 maggio 2004    | Spacewatch                 |
| 617303 | 2004 JB54                | 9 maggio 2004     | Spacewatch                 |
| 617304 | 2004 JC57                | 16 aprile 2004    | SDSS Collaboration         |
| 617305 | 2004 KO6                 | 9 maggio 2004     | Spacewatch                 |
| 617306 | 2004 KT17                | 19 maggio 2004    | Spacewatch                 |
| 617307 | 2004 KA20                | 18 maggio 2004    | D. Perna                   |
| 617308 | 2004 KM20                | 23 maggio 2004    | Spacewatch                 |
| 617309 | 2004 KZ21                | 21 agosto 2008    | Spacewatch                 |
| 617310 | 2004 LY10                | 9 giugno 2004     | SSS                        |
| 617311 | 2004 ML10                | 25 giugno 2004    | Spacewatch                 |
| 617312 | 2004 NW16                | 11 luglio 2004    | LINEAR                     |
| 617313 | 2004 NW31                | 15 luglio 2004    | SSS                        |
| 617314 | 2004 OA14                | 22 luglio 2004    | Osservatorio di Mauna Kea  |
| 617315 | 2004 PW{{{2}}}           | 6 agosto 2004     | NEAT                       |
| 617316 | 2004 PS9                 | 6 agosto 2004     | A. Boattini, A. Di Paola   |
| 617317 | 2004 PO66                | 10 agosto 2004    | A. Boattini, F. De Luise   |
| 617318 | 2004 QC10                | 8 agosto 2004     | LONEOS                     |
| 617319 | 2004 QB14                | 24 agosto 2004    | LINEAR                     |
| 617320 | 2004 QN29                | 22 agosto 2004    | Spacewatch                 |
| 617321 | 2004 QK33                | 9 settembre 2008  | Mount Lemmon Survey        |
| 617322 | 2004 QQ33                | 3 maggio 2008     | Mount Lemmon Survey        |
| 617323 | 2004 QO36                | 23 settembre 2011 | Pan-STARRS                 |
| 617324 | 2004 QP36                | 22 aprile 2007    | Mount Lemmon Survey        |
| 617325 | 2004 RW8                 | 6 settembre 2004  | R. A. Tucker               |
| 617326 | 2004 RN33                | 8 agosto 2004     | LONEOS                     |
| 617327 | 2004 RF81                | 7 settembre 2004  | R. A. Tucker               |
| 617328 | 2004 RJ85                | 8 settembre 2004  | W. Bickel                  |
| 617329 | 2004 RQ130               | 7 settembre 2004  | Spacewatch                 |
| 617330 | 2004 RU131               | 7 settembre 2004  | Spacewatch                 |
| 617331 | 2004 RW132               | 7 settembre 2004  | Spacewatch                 |
| 617332 | 2004 RD170               | 8 settembre 2004  | LINEAR                     |
| 617333 | 2004 RU238               | 10 settembre 2004 | Spacewatch                 |
| 617334 | 2004 RA263               | 10 settembre 2004 | Spacewatch                 |
| 617335 | 2004 RT265               | 10 settembre 2004 | Spacewatch                 |
| 617336 | 2004 RO267               | 11 settembre 2004 | Spacewatch                 |
| 617337 | 2004 RW267               | 11 settembre 2004 | Spacewatch                 |
| 617338 | 2004 RB269               | 11 settembre 2004 | Spacewatch                 |
| 617339 | 2004 RD270               | 11 settembre 2004 | Spacewatch                 |
| 617340 | 2004 RG281               | 15 settembre 2004 | Spacewatch                 |
| 617341 | 2004 RC284               | 15 settembre 2004 | Spacewatch                 |
| 617342 | 2004 RS295               | 11 settembre 2004 | Spacewatch                 |
| 617343 | 2004 RT305               | 12 settembre 2004 | LINEAR                     |
| 617344 | 2004 RK313               | 15 settembre 2004 | Spacewatch                 |
| 617345 | 2004 RB331               | 15 settembre 2004 | Spacewatch                 |
| 617346 | 2004 RC332               | 14 settembre 2004 | NEAT                       |
| 617347 | 2004 RA359               | 27 aprile 2008    | Mount Lemmon Survey        |
| 617348 | 2004 RK360               | 20 aprile 2007    | Spacewatch                 |
| 617349 | 2004 RL360               | 23 settembre 2008 | Spacewatch                 |
| 617350 | 2004 RH361               | 11 settembre 2004 | Spacewatch                 |
| 617351 | 2004 RD363               | 5 febbraio 2016   | Mount Lemmon Survey        |
| 617352 | 2004 RE364               | 29 marzo 2012     | Spacewatch                 |
| 617353 | 2004 RP364               | 10 dicembre 2010  | Mount Lemmon Survey        |
| 617354 | 2004 RW364               | 28 settembre 2009 | Spacewatch                 |
| 617355 | 2004 SH23                | 17 settembre 2004 | Spacewatch                 |
| 617356 | 2004 SM35                | 22 agosto 2004    | Spacewatch                 |
| 617357 | 2004 SK62                | 17 novembre 2014  | Pan-STARRS                 |
| 617358 | 2004 SR62                | 11 marzo 2007     | Spacewatch                 |
| 617359 | 2004 SL63                | 17 agosto 2013    | Pan-STARRS                 |
| 617360 | 2004 ST63                | 17 settembre 2004 | Spacewatch                 |
| 617361 | 2004 TN22                | 4 ottobre 2004    | Spacewatch                 |
| 617362 | 2004 TH37                | 22 settembre 2004 | Spacewatch                 |
| 617363 | 2004 TJ39                | 4 ottobre 2004    | Spacewatch                 |
| 617364 | 2004 TV39                | 4 ottobre 2004    | Spacewatch                 |
| 617365 | 2004 TP58                | 5 ottobre 2004    | Spacewatch                 |
| 617366 | 2004 TS78                | 4 ottobre 2004    | Spacewatch                 |
| 617367 | 2004 TS81                | 5 ottobre 2004    | Spacewatch                 |
| 617368 | 2004 TL96                | 5 ottobre 2004    | Spacewatch                 |
| 617369 | 2004 TC156               | 9 settembre 2004  | Spacewatch                 |
| 617370 | 2004 TT256               | 9 ottobre 2004    | Spacewatch                 |
| 617371 | 2004 TJ267               | 9 ottobre 2004    | Spacewatch                 |
| 617372 | 2004 TK275               | 9 ottobre 2004    | Spacewatch                 |
| 617373 | 2004 TH294               | 10 ottobre 2004   | Spacewatch                 |
| 617374 | 2004 TJ339               | 13 ottobre 2004   | Spacewatch                 |
| 617375 | 2004 TX340               | 13 ottobre 2004   | Spacewatch                 |
| 617376 | 2004 TJ353               | 11 settembre 2004 | Spacewatch                 |
| 617377 | 2004 TN360               | 10 ottobre 2004   | Spacewatch                 |
| 617378 | 2004 TV368               | 11 ottobre 2004   | Spacewatch                 |
| 617379 | 2004 TM379               | 29 agosto 2013    | Pan-STARRS                 |
| 617380 | 2004 TR380               | 15 agosto 2013    | Pan-STARRS                 |
| 617381 | 2004 TW384               | 15 ottobre 2004   | Spacewatch                 |
| 617382 | 2004 TS386               | 15 ottobre 2004   | M. W. Buie, D. E. Trilling |
| 617383 | 2004 UX11                | 23 ottobre 2004   | Spacewatch                 |
| 617384 | 2004 VS79                | 8 ottobre 2004    | Spacewatch                 |
| 617385 | 2004 VV81                | 4 novembre 2004   | Spacewatch                 |
| 617386 | 2004 VU89                | 11 novembre 2004  | Spacewatch                 |
| 617387 | 2004 VE133               | 25 gennaio 2006   | Spacewatch                 |
| 617388 | 2004 VY135               | 27 febbraio 2012  | Pan-STARRS                 |
| 617389 | 2004 XP62                | 14 dicembre 2004  | D. Healy                   |
| 617390 | 2004 XL148               | 13 dicembre 2004  | Spacewatch                 |
| 617391 | 2004 XU193               | 3 febbraio 2009   | Mount Lemmon Survey        |
| 617392 | 2004 XD194               | 28 agosto 2011    | SSS                        |
| 617393 | 2004 YE13                | 19 dicembre 2004  | Mount Lemmon Survey        |
| 617394 | 2004 YM40                | 20 dicembre 2004  | Mount Lemmon Survey        |
| 617395 | 2004 YV41                | 19 dicembre 2004  | Mount Lemmon Survey        |
| 617396 | 2004 YZ41                | 19 dicembre 2004  | Mount Lemmon Survey        |
| 617397 | 2005 AW27                | 13 dicembre 2004  | Spacewatch                 |
| 617398 | 2005 AG53                | 13 gennaio 2005   | Spacewatch                 |
| 617399 | 2005 AP65                | 13 gennaio 2005   | Spacewatch                 |
| 617400 | 2005 AQ71                | 15 gennaio 2005   | Spacewatch                 |

## 617401–617500
| Nome   | Designazione provvisoria | Data di scoperta  | Scopritore                |
| ------ | ------------------------ | ----------------- | ------------------------- |
| 617401 | 2005 BG32                | 17 gennaio 2005   | M. Tichý                  |
| 617402 | 2005 BC34                | 16 gennaio 2005   | Osservatorio di Mauna Kea |
| 617403 | 2005 BT47                | 16 gennaio 2005   | Osservatorio di Mauna Kea |
| 617404 | 2005 BV54                | 22 giugno 2010    | Mount Lemmon Survey       |
| 617405 | 2005 CF3                 | 20 dicembre 2004  | Mount Lemmon Survey       |
| 617406 | 2005 CU55                | 4 febbraio 2005   | Mount Lemmon Survey       |
| 617407 | 2005 CC82                | 9 febbraio 2005   | Mount Lemmon Survey       |
| 617408 | 2005 CX86                | 4 febbraio 2005   | Spacewatch                |
| 617409 | 2005 DE4                 | 28 maggio 2014    | Mount Lemmon Survey       |
| 617410 | 2005 EP17                | 3 marzo 2005      | Spacewatch                |
| 617411 | 2005 EQ127               | 9 marzo 2005      | Spacewatch                |
| 617412 | 2005 ED167               | 11 marzo 2005     | Mount Lemmon Survey       |
| 617413 | 2005 EA191               | 11 marzo 2005     | Mount Lemmon Survey       |
| 617414 | 2005 ED200               | 18 ottobre 2003   | Spacewatch                |
| 617415 | 2005 ED215               | 8 marzo 2005      | LONEOS                    |
| 617416 | 2005 EK250               | 15 marzo 2005     | Mount Lemmon Survey       |
| 617417 | 2005 EO255               | 17 settembre 2012 | Mount Lemmon Survey       |
| 617418 | 2005 EG319               | 16 gennaio 2005   | Spacewatch                |
| 617419 | 2005 EJ334               | 8 marzo 2005      | Mount Lemmon Survey       |
| 617420 | 2005 EU341               | 9 marzo 2005      | Mount Lemmon Survey       |
| 617421 | 2005 EW341               | 16 febbraio 2013  | Mount Lemmon Survey       |
| 617422 | 2005 EY341               | 27 ottobre 2008   | Mount Lemmon Survey       |
| 617423 | 2005 EV345               | 13 gennaio 2008   | Spacewatch                |
| 617424 | 2005 FW16                | 17 marzo 2005     | CSS                       |
| 617425 | 2005 FK18                | 15 febbraio 2015  | Pan-STARRS                |
| 617426 | 2005 FT18                | 17 marzo 2005     | Mount Lemmon Survey       |
| 617427 | 2005 GX34                | 16 gennaio 2005   | Spacewatch                |
| 617428 | 2005 GJ42                | 5 aprile 2005     | Mount Lemmon Survey       |
| 617429 | 2005 GL64                | 2 aprile 2005     | CSS                       |
| 617430 | 2005 GB76                | 2 aprile 2005     | Mount Lemmon Survey       |
| 617431 | 2005 GC100               | 3 marzo 2005      | CSS                       |
| 617432 | 2005 GX105               | 10 aprile 2005    | Spacewatch                |
| 617433 | 2005 GA106               | 10 aprile 2005    | Spacewatch                |
| 617434 | 2005 GG129               | 7 aprile 2005     | Spacewatch                |
| 617435 | 2005 GD238               | 2 aprile 2009     | Mount Lemmon Survey       |
| 617436 | 2005 GW239               | 11 aprile 2005    | Mount Lemmon Survey       |
| 617437 | 2005 HD11                | 13 febbraio 2008  | Spacewatch                |
| 617438 | 2005 JD6                 | 2 aprile 2005     | Mount Lemmon Survey       |
| 617439 | 2005 JP6                 | 7 aprile 2005     | Mount Lemmon Survey       |
| 617440 | 2005 JM9                 | 4 maggio 2005     | Osservatorio di Mauna Kea |
| 617441 | 2005 JB28                | 3 maggio 2005     | CSS                       |
| 617442 | 2005 JG52                | 4 maggio 2005     | Spacewatch                |
| 617443 | 2005 JK54                | 4 maggio 2005     | Spacewatch                |
| 617444 | 2005 JY85                | 8 maggio 2005     | Mount Lemmon Survey       |
| 617445 | 2005 JO94                | 15 settembre 2006 | Spacewatch                |
| 617446 | 2005 JZ115               | 4 aprile 2005     | Mount Lemmon Survey       |
| 617447 | 2005 JN152               | 4 maggio 2005     | Spacewatch                |
| 617448 | 2005 JW157               | 4 maggio 2005     | Spacewatch                |
| 617449 | 2005 JD168               | 28 agosto 2006    | SSS                       |
| 617450 | 2005 JT174               | 14 maggio 2005    | Mount Lemmon Survey       |
| 617451 | 2005 JM188               | 14 maggio 2009    | Mount Lemmon Survey       |
| 617452 | 2005 JT190               | 15 maggio 2005    | Mount Lemmon Survey       |
| 617453 | 2005 LF50                | 3 giugno 2005     | Spacewatch                |
| 617454 | 2005 LK52                | 13 giugno 2005    | Mount Lemmon Survey       |
| 617455 | 2005 LH55                | 10 giugno 2005    | Spacewatch                |
| 617456 | 2005 LM57                | 12 marzo 2008     | Mount Lemmon Survey       |
| 617457 | 2005 LN57                | 15 giugno 2005    | Mount Lemmon Survey       |
| 617458 | 2005 MS5                 | 29 giugno 2005    | Spacewatch                |
| 617459 | 2005 MQ22                | 30 giugno 2005    | Spacewatch                |
| 617460 | 2005 MB24                | 27 giugno 2005    | Spacewatch                |
| 617461 | 2005 MM33                | 25 marzo 2001     | M. W. Buie, S. D. Kern    |
| 617462 | 2005 MO47                | 29 giugno 2005    | NEAT                      |
| 617463 | 2005 MX47                | 29 giugno 2005    | Spacewatch                |
| 617464 | 2005 MS49                | 30 giugno 2005    | Spacewatch                |
| 617465 | 2005 ML55                | 30 giugno 2014    | Pan-STARRS                |
| 617466 | 2005 NT{{{2}}}           | 2 luglio 2005     | Spacewatch                |
| 617467 | 2005 NS14                | 2 luglio 2005     | Spacewatch                |
| 617468 | 2005 NR27                | 18 giugno 2005    | Mount Lemmon Survey       |
| 617469 | 2005 NZ31                | 5 luglio 2005     | Spacewatch                |
| 617470 | 2005 NW35                | 5 luglio 2005     | NEAT                      |
| 617471 | 2005 NJ59                | 9 luglio 2005     | Spacewatch                |
| 617472 | 2005 NP61                | 11 luglio 2005    | Spacewatch                |
| 617473 | 2005 NM62                | 11 luglio 2005    | Spacewatch                |
| 617474 | 2005 NW66                | 2 luglio 2005     | Spacewatch                |
| 617475 | 2005 NZ70                | 5 luglio 2005     | Spacewatch                |
| 617476 | 2005 NW83                | 1 luglio 2005     | Spacewatch                |
| 617477 | 2005 NH89                | 4 luglio 2005     | Mount Lemmon Survey       |
| 617478 | 2005 NF105               | 15 luglio 2005    | Mount Lemmon Survey       |
| 617479 | 2005 NT117               | 7 luglio 2005     | Osservatorio di Mauna Kea |
| 617480 | 2005 NZ127               | 5 luglio 2005     | Mount Lemmon Survey       |
| 617481 | 2005 NG128               | 30 aprile 2008    | Spacewatch                |
| 617482 | 2005 NO128               | 13 novembre 2006  | Spacewatch                |
| 617483 | 2005 NQ129               | 4 maggio 2016     | Spacewatch                |
| 617484 | 2005 NM130               | 13 dicembre 2015  | Pan-STARRS                |
| 617485 | 2005 NG132               | 5 luglio 2005     | Mount Lemmon Survey       |
| 617486 | 2005 OJ{{{2}}}           | 4 luglio 2005     | NEAT                      |
| 617487 | 2005 OP32                | 19 giugno 2012    | Mount Lemmon Survey       |
| 617488 | 2005 OP33                | 13 dicembre 2012  | Spacewatch                |
| 617489 | 2005 OQ34                | 7 aprile 2008     | Spacewatch                |
| 617490 | 2005 PQ29                | 7 aprile 2008     | Spacewatch                |
| 617491 | 2005 PX29                | 9 febbraio 2008   | Mount Lemmon Survey       |
| 617492 | 2005 PF31                | 9 agosto 2005     | Cerro Tololo Obs.         |
| 617493 | 2005 QX10                | 29 luglio 2005    | NEAT                      |
| 617494 | 2005 QG17                | 25 agosto 2005    | NEAT                      |
| 617495 | 2005 QD28                | 28 agosto 2005    | D. Healy                  |
| 617496 | 2005 QB33                | 6 agosto 2005     | NEAT                      |
| 617497 | 2005 QJ35                | 25 agosto 2005    | NEAT                      |
| 617498 | 2005 QR43                | 26 agosto 2005    | NEAT                      |
| 617499 | 2005 QF59                | 25 agosto 2005    | NEAT                      |
| 617500 | 2005 QQ62                | 26 agosto 2005    | NEAT                      |

## 617501–617600
| Nome   | Designazione provvisoria | Data di scoperta  | Scopritore               |
| ------ | ------------------------ | ----------------- | ------------------------ |
| 617501 | 2005 QP72                | 29 agosto 2005    | Spacewatch               |
| 617502 | 2005 QV99                | 30 agosto 2005    | Spacewatch               |
| 617503 | 2005 QH111               | 30 agosto 2005    | Spacewatch               |
| 617504 | 2005 QJ113               | 30 agosto 2005    | Spacewatch               |
| 617505 | 2005 QN114               | 31 agosto 2005    | Spacewatch               |
| 617506 | 2005 QJ130               | 28 agosto 2005    | Spacewatch               |
| 617507 | 2005 QY152               | 26 agosto 2005    | NEAT                     |
| 617508 | 2005 QR159               | 29 luglio 2005    | NEAT                     |
| 617509 | 2005 QR163               | 30 agosto 2005    | Spacewatch               |
| 617510 | 2005 QP190               | 30 agosto 2005    | NEAT                     |
| 617511 | 2005 QZ190               | 31 agosto 2005    | Spacewatch               |
| 617512 | 2005 QV191               | 31 agosto 2005    | Spacewatch               |
| 617513 | 2005 QB192               | 24 agosto 2005    | NEAT                     |
| 617514 | 2005 QW194               | 28 agosto 2005    | Spacewatch               |
| 617515 | 2005 QS197               | 11 ottobre 2010   | Mount Lemmon Survey      |
| 617516 | 2005 QK198               | 11 novembre 2010  | Mount Lemmon Survey      |
| 617517 | 2005 QN201               | 29 agosto 2005    | Spacewatch               |
| 617518 | 2005 QB203               | 11 febbraio 2012  | Mount Lemmon Survey      |
| 617519 | 2005 QC203               | 31 agosto 2005    | Spacewatch               |
| 617520 | 2005 QN203               | 8 febbraio 2007   | Mount Lemmon Survey      |
| 617521 | 2005 QX203               | 27 agosto 2005    | NEAT                     |
| 617522 | 2005 RW{{{2}}}           | 3 settembre 2005  | R. Ferrando, M. Ferrando |
| 617523 | 2005 RM5                 | 25 agosto 2005    | NEAT                     |
| 617524 | 2005 RK40                | 26 agosto 2005    | LONEOS                   |
| 617525 | 2005 RN47                | 23 settembre 2005 | Spacewatch               |
| 617526 | 2005 RO52                | 23 marzo 2004     | Spacewatch               |
| 617527 | 2005 RE53                | 26 febbraio 2008  | Mount Lemmon Survey      |
| 617528 | 2005 RH53                | 4 settembre 2011  | Spacewatch               |
| 617529 | 2005 RW53                | 31 dicembre 2013  | Mount Lemmon Survey      |
| 617530 | 2005 RW56                | 1 settembre 2005  | Spacewatch               |
| 617531 | 2005 RY58                | 1 settembre 2005  | NEAT                     |
| 617532 | 2005 RN59                | 16 febbraio 2012  | Pan-STARRS               |
| 617533 | 2005 SM1                 | 29 agosto 2005    | NEAT                     |
| 617534 | 2005 SD10                | 23 settembre 2005 | D. Healy                 |
| 617535 | 2005 SP19                | 26 agosto 2005    | NEAT                     |
| 617536 | 2005 SY29                | 30 agosto 2005    | NEAT                     |
| 617537 | 2005 SQ41                | 24 settembre 2005 | Spacewatch               |
| 617538 | 2005 SA52                | 24 settembre 2005 | Spacewatch               |
| 617539 | 2005 SR52                | 31 agosto 2005    | NEAT                     |
| 617540 | 2005 SD62                | 26 settembre 2005 | Spacewatch               |
| 617541 | 2005 SC67                | 24 settembre 2005 | Spacewatch               |
| 617542 | 2005 SD78                | 24 settembre 2005 | Spacewatch               |
| 617543 | 2005 SY82                | 1 settembre 2005  | A. Boattini              |
| 617544 | 2005 SJ97                | 1 settembre 2005  | NEAT                     |
| 617545 | 2005 SX111               | 29 agosto 2005    | NEAT                     |
| 617546 | 2005 SA117               | 31 agosto 2005    | NEAT                     |
| 617547 | 2005 SL135               | 24 settembre 2005 | Spacewatch               |
| 617548 | 2005 SZ145               | 31 agosto 2005    | NEAT                     |
| 617549 | 2005 SL150               | 25 settembre 2005 | Spacewatch               |
| 617550 | 2005 SV178               | 29 settembre 2005 | Spacewatch               |
| 617551 | 2005 SV194               | 29 agosto 2005    | Spacewatch               |
| 617552 | 2005 SD205               | 31 agosto 2005    | NEAT                     |
| 617553 | 2005 SC210               | 21 settembre 2005 | T. Pauwels               |
| 617554 | 2005 SB211               | 31 agosto 2005    | NEAT                     |
| 617555 | 2005 SH212               | 30 settembre 2005 | Mount Lemmon Survey      |
| 617556 | 2005 SG223               | 13 settembre 2005 | CSS                      |
| 617557 | 2005 SJ226               | 30 settembre 2005 | Spacewatch               |
| 617558 | 2005 SN227               | 30 settembre 2005 | Spacewatch               |
| 617559 | 2005 SE229               | 14 settembre 2005 | Spacewatch               |
| 617560 | 2005 SX234               | 29 settembre 2005 | Spacewatch               |
| 617561 | 2005 SO235               | 4 settembre 2000  | Spacewatch               |
| 617562 | 2005 SO238               | 28 agosto 2005    | Spacewatch               |
| 617563 | 2005 SL240               | 30 settembre 2005 | Spacewatch               |
| 617564 | 2005 SP248               | 30 settembre 2005 | Mount Lemmon Survey      |
| 617565 | 2005 SB250               | 26 agosto 2005    | NEAT                     |
| 617566 | 2005 SL255               | 31 agosto 2005    | Spacewatch               |
| 617567 | 2005 SD258               | 23 settembre 2005 | Spacewatch               |
| 617568 | 2005 SX268               | 25 settembre 2005 | Spacewatch               |
| 617569 | 2005 SU283               | 1 ottobre 2005    | SDSS Collaboration       |
| 617570 | 2005 SZ292               | 24 settembre 2005 | Spacewatch               |
| 617571 | 2005 SN295               | 14 settembre 2017 | Pan-STARRS               |
| 617572 | 2005 SU295               | 31 agosto 2011    | Pan-STARRS               |
| 617573 | 2005 SJ299               | 26 settembre 2005 | Spacewatch               |
| 617574 | 2005 TR13                | 2 settembre 2005  | NEAT                     |
| 617575 | 2005 TM14                | 27 agosto 2005    | NEAT                     |
| 617576 | 2005 TK22                | 1 ottobre 2005    | Mount Lemmon Survey      |
| 617577 | 2005 TJ30                | 25 settembre 2005 | NEAT                     |
| 617578 | 2005 TK34                | 1 ottobre 2005    | Spacewatch               |
| 617579 | 2005 TZ80                | 30 agosto 2005    | NEAT                     |
| 617580 | 2005 TP82                | 3 ottobre 2005    | Spacewatch               |
| 617581 | 2005 TR84                | 3 ottobre 2005    | Spacewatch               |
| 617582 | 2005 TF85                | 3 ottobre 2005    | Spacewatch               |
| 617583 | 2005 TX93                | 6 ottobre 2005    | Spacewatch               |
| 617584 | 2005 TG96                | 6 ottobre 2005    | Mount Lemmon Survey      |
| 617585 | 2005 TQ105               | 25 settembre 2005 | Spacewatch               |
| 617586 | 2005 TG106               | 29 settembre 2005 | Spacewatch               |
| 617587 | 2005 TF107               | 4 ottobre 2005    | Mount Lemmon Survey      |
| 617588 | 2005 TW117               | 7 ottobre 2005    | Spacewatch               |
| 617589 | 2005 TP121               | 7 ottobre 2005    | CSS                      |
| 617590 | 2005 TW142               | 29 settembre 2005 | Spacewatch               |
| 617591 | 2005 TA148               | 8 ottobre 2005    | Spacewatch               |
| 617592 | 2005 TF148               | 8 ottobre 2005    | Spacewatch               |
| 617593 | 2005 TF150               | 8 ottobre 2005    | Spacewatch               |
| 617594 | 2005 TA155               | 9 ottobre 2005    | Spacewatch               |
| 617595 | 2005 TV155               | 9 ottobre 2005    | Spacewatch               |
| 617596 | 2005 TO158               | 9 ottobre 2005    | Spacewatch               |
| 617597 | 2005 TX177               | 1 ottobre 2005    | CSS                      |
| 617598 | 2005 TG180               | 1 ottobre 2005    | Mount Lemmon Survey      |
| 617599 | 2005 TP181               | 1 ottobre 2005    | Spacewatch               |
| 617600 | 2005 TX193               | 1 ottobre 2005    | Mount Lemmon Survey      |

## 617601–617700
| Nome   | Designazione provvisoria | Data di scoperta  | Scopritore                    |
| ------ | ------------------------ | ----------------- | ----------------------------- |
| 617601 | 2005 TD195               | 1 ottobre 2005    | Spacewatch                    |
| 617602 | 2005 TK200               | 1 ottobre 2005    | Spacewatch                    |
| 617603 | 2005 TV201               | 13 marzo 2012     | Mount Lemmon Survey           |
| 617604 | 2005 TF202               | 9 ottobre 2005    | Spacewatch                    |
| 617605 | 2005 TC203               | 11 dicembre 2012  | Mount Lemmon Survey           |
| 617606 | 2005 TK205               | 12 ottobre 2005   | Spacewatch                    |
| 617607 | 2005 TW205               | 26 giugno 2015    | Pan-STARRS                    |
| 617608 | 2005 TA206               | 29 agosto 2014    | Mount Lemmon Survey           |
| 617609 | 2005 TG209               | 11 novembre 2010  | Mount Lemmon Survey           |
| 617610 | 2005 TN209               | 1 ottobre 2005    | Mount Lemmon Survey           |
| 617611 | 2005 TT209               | 9 ottobre 2005    | Spacewatch                    |
| 617612 | 2005 TH210               | 29 settembre 2011 | Spacewatch                    |
| 617613 | 2005 TG211               | 12 ottobre 2005   | Spacewatch                    |
| 617614 | 2005 TV211               | 13 novembre 2010  | Mount Lemmon Survey           |
| 617615 | 2005 TF212               | 27 settembre 2014 | Mount Lemmon Survey           |
| 617616 | 2005 TR213               | 7 ottobre 2005    | Osservatorio di Mauna Kea     |
| 617617 | 2005 TQ214               | 2 ottobre 2005    | Mount Lemmon Survey           |
| 617618 | 2005 TK217               | 7 ottobre 2005    | Spacewatch                    |
| 617619 | 2005 UA4                 | 26 ottobre 2005   | William H. Ryan               |
| 617620 | 2005 UW8                 | 31 agosto 2005    | NEAT                          |
| 617621 | 2005 UN32                | 1 ottobre 2005    | Mount Lemmon Survey           |
| 617622 | 2005 UV32                | 24 ottobre 2005   | Spacewatch                    |
| 617623 | 2005 UR40                | 24 ottobre 2005   | Spacewatch                    |
| 617624 | 2005 UK57                | 1 ottobre 2005    | Spacewatch                    |
| 617625 | 2005 UY62                | 25 ottobre 2005   | Mount Lemmon Survey           |
| 617626 | 2005 UE64                | 25 ottobre 2005   | CSS                           |
| 617627 | 2005 UD73                | 25 ottobre 2005   | Spacewatch                    |
| 617628 | 2005 UB82                | 11 ottobre 2005   | Spacewatch                    |
| 617629 | 2005 UX87                | 1 ottobre 2005    | Mount Lemmon Survey           |
| 617630 | 2005 UL132               | 24 ottobre 2005   | NEAT                          |
| 617631 | 2005 UP134               | 25 ottobre 2005   | Spacewatch                    |
| 617632 | 2005 US146               | 26 ottobre 2005   | Spacewatch                    |
| 617633 | 2005 UM149               | 26 ottobre 2005   | Spacewatch                    |
| 617634 | 2005 UE162               | 27 ottobre 2005   | LONEOS                        |
| 617635 | 2005 UQ167               | 13 ottobre 2005   | Spacewatch                    |
| 617636 | 2005 UO188               | 27 ottobre 2005   | Mount Lemmon Survey           |
| 617637 | 2005 UQ201               | 25 ottobre 2005   | Spacewatch                    |
| 617638 | 2005 UH204               | 25 ottobre 2005   | Mount Lemmon Survey           |
| 617639 | 2005 UC206               | 27 ottobre 2005   | Spacewatch                    |
| 617640 | 2005 UT211               | 27 ottobre 2005   | Spacewatch                    |
| 617641 | 2005 UD212               | 27 ottobre 2005   | Spacewatch                    |
| 617642 | 2005 UB223               | 25 ottobre 2005   | Spacewatch                    |
| 617643 | 2005 UP238               | 25 ottobre 2005   | Spacewatch                    |
| 617644 | 2005 UK257               | 25 ottobre 2005   | Spacewatch                    |
| 617645 | 2005 UK269               | 29 settembre 2005 | Mount Lemmon Survey           |
| 617646 | 2005 UK272               | 28 ottobre 2005   | Spacewatch                    |
| 617647 | 2005 UC276               | 24 ottobre 2005   | Spacewatch                    |
| 617648 | 2005 US276               | 24 ottobre 2005   | Spacewatch                    |
| 617649 | 2005 UD281               | 25 ottobre 2005   | Mount Lemmon Survey           |
| 617650 | 2005 UJ285               | 25 settembre 2005 | Spacewatch                    |
| 617651 | 2005 UA290               | 26 ottobre 2005   | Spacewatch                    |
| 617652 | 2005 UC305               | 26 ottobre 2005   | Spacewatch                    |
| 617653 | 2005 UW306               | 27 ottobre 2005   | Mount Lemmon Survey           |
| 617654 | 2005 UF321               | 27 ottobre 2005   | Spacewatch                    |
| 617655 | 2005 UG330               | 28 ottobre 2005   | Spacewatch                    |
| 617656 | 2005 UL335               | 23 marzo 2003     | Spacewatch                    |
| 617657 | 2005 UT338               | 14 settembre 2005 | CSS                           |
| 617658 | 2005 UX338               | 22 ottobre 2005   | Spacewatch                    |
| 617659 | 2005 UR339               | 22 ottobre 2005   | Spacewatch                    |
| 617660 | 2005 UM342               | 31 ottobre 2005   | Mount Lemmon Survey           |
| 617661 | 2005 UO344               | 23 maggio 2001    | J. L. Elliot, L. H. Wasserman |
| 617662 | 2005 UE363               | 22 ottobre 2005   | Spacewatch                    |
| 617663 | 2005 UB376               | 27 ottobre 2005   | Spacewatch                    |
| 617664 | 2005 UN379               | 22 ottobre 2005   | Spacewatch                    |
| 617665 | 2005 UM389               | 11 ottobre 2005   | Spacewatch                    |
| 617666 | 2005 UX390               | 29 ottobre 2005   | Mount Lemmon Survey           |
| 617667 | 2005 UR393               | 28 ottobre 2005   | CSS                           |
| 617668 | 2005 UA395               | 27 settembre 2005 | Spacewatch                    |
| 617669 | 2005 UW398               | 30 ottobre 2005   | Mount Lemmon Survey           |
| 617670 | 2005 UC400               | 26 ottobre 2005   | Spacewatch                    |
| 617671 | 2005 UZ408               | 11 ottobre 2005   | Spacewatch                    |
| 617672 | 2005 UA409               | 31 ottobre 2005   | Mount Lemmon Survey           |
| 617673 | 2005 US413               | 25 ottobre 2005   | Spacewatch                    |
| 617674 | 2005 UC417               | 25 ottobre 2005   | Spacewatch                    |
| 617675 | 2005 UP417               | 25 ottobre 2005   | Spacewatch                    |
| 617676 | 2005 UX421               | 27 ottobre 2005   | Mount Lemmon Survey           |
| 617677 | 2005 US422               | 27 ottobre 2005   | Mount Lemmon Survey           |
| 617678 | 2005 UX431               | 28 ottobre 2005   | Spacewatch                    |
| 617679 | 2005 UY432               | 28 ottobre 2005   | Spacewatch                    |
| 617680 | 2005 UX452               | 29 ottobre 2005   | Spacewatch                    |
| 617681 | 2005 UJ462               | 30 ottobre 2005   | Spacewatch                    |
| 617682 | 2005 UY466               | 30 ottobre 2005   | Spacewatch                    |
| 617683 | 2005 UL475               | 22 ottobre 2005   | Spacewatch                    |
| 617684 | 2005 UT486               | 1 settembre 2005  | NEAT                          |
| 617685 | 2005 UZ490               | 23 ottobre 2005   | CSS                           |
| 617686 | 2005 UW497               | 27 ottobre 2005   | LINEAR                        |
| 617687 | 2005 UB522               | 27 ottobre 2005   | SDSS Collaboration            |
| 617688 | 2005 UQ522               | 25 ottobre 2005   | SDSS Collaboration            |
| 617689 | 2005 UK523               | 1 dicembre 2005   | Mount Lemmon Survey           |
| 617690 | 2005 UM529               | 25 settembre 2005 | Spacewatch                    |
| 617691 | 2005 UA533               | 24 ottobre 2005   | NEAT                          |
| 617692 | 2005 UF534               | 29 ottobre 2005   | Spacewatch                    |
| 617693 | 2005 UN534               | 31 ottobre 2005   | Osservatorio di Mauna Kea     |
| 617694 | 2005 US534               | 22 ottobre 2005   | Spacewatch                    |
| 617695 | 2005 UB535               | 28 ottobre 2005   | Mount Lemmon Survey           |
| 617696 | 2005 UU535               | 10 agosto 2009    | Spacewatch                    |
| 617697 | 2005 UV536               | 18 ottobre 2012   | Pan-STARRS                    |
| 617698 | 2005 UN537               | 27 ottobre 2016   | Mount Lemmon Survey           |
| 617699 | 2005 UJ539               | 24 ottobre 2005   | Spacewatch                    |
| 617700 | 2005 UV539               | 10 ottobre 2016   | Mount Lemmon Survey           |

## 617701–617800
| Nome   | Designazione provvisoria | Data di scoperta  | Scopritore                 |
| ------ | ------------------------ | ----------------- | -------------------------- |
| 617701 | 2005 UN540               | 4 aprile 2017     | Pan-STARRS                 |
| 617702 | 2005 UB542               | 3 ottobre 2014    | D. J. Tholen               |
| 617703 | 2005 UW543               | 2 settembre 2014  | Pan-STARRS                 |
| 617704 | 2005 UP545               | 29 ottobre 2005   | Mount Lemmon Survey        |
| 617705 | 2005 UT545               | 24 ottobre 2005   | Spacewatch                 |
| 617706 | 2005 UO547               | 31 ottobre 2005   | Spacewatch                 |
| 617707 | 2005 UR547               | 24 ottobre 2005   | Osservatorio di Mauna Kea  |
| 617708 | 2005 UB552               | 22 ottobre 2005   | Spacewatch                 |
| 617709 | 2005 UK552               | 24 ottobre 2005   | Spacewatch                 |
| 617710 | 2005 UK553               | 28 ottobre 2005   | Mount Lemmon Survey        |
| 617711 | 2005 VD12                | 27 ottobre 2005   | Spacewatch                 |
| 617712 | 2005 VE34                | 2 novembre 2005   | Mount Lemmon Survey        |
| 617713 | 2005 VF37                | 25 ottobre 2005   | Spacewatch                 |
| 617714 | 2005 VF51                | 28 ottobre 2005   | CSS                        |
| 617715 | 2005 VK51                | 22 ottobre 2005   | CSS                        |
| 617716 | 2005 VH55                | 29 ottobre 2005   | Spacewatch                 |
| 617717 | 2005 VQ57                | 14 ottobre 2001   | Spacewatch                 |
| 617718 | 2005 VC59                | 3 novembre 2005   | Mount Lemmon Survey        |
| 617719 | 2005 VE73                | 6 novembre 2005   | Spacewatch                 |
| 617720 | 2005 VC84                | 4 novembre 2005   | Spacewatch                 |
| 617721 | 2005 VZ89                | 25 ottobre 2005   | Spacewatch                 |
| 617722 | 2005 VR100               | 23 ottobre 2005   | Spacewatch                 |
| 617723 | 2005 VY107               | 25 ottobre 2005   | Mount Lemmon Survey        |
| 617724 | 2005 VQ108               | 29 ottobre 2005   | Spacewatch                 |
| 617725 | 2005 VV115               | 11 novembre 2005  | Spacewatch                 |
| 617726 | 2005 VR120               | 5 novembre 2005   | CSS                        |
| 617727 | 2005 VN127               | 21 dicembre 2006  | Spacewatch                 |
| 617728 | 2005 VQ131               | 1 ottobre 2005    | SDSS Collaboration         |
| 617729 | 2005 VS138               | 23 luglio 2009    | SSS                        |
| 617730 | 2005 VZ138               | 1 novembre 2005   | Spacewatch                 |
| 617731 | 2005 VB139               | 17 maggio 2013    | Mount Lemmon Survey        |
| 617732 | 2005 VQ139               | 14 dicembre 2010  | Mount Lemmon Survey        |
| 617733 | 2005 VH145               | 13 aprile 2011    | Pan-STARRS                 |
| 617734 | 2005 VP145               | 15 ottobre 2012   | Pan-STARRS                 |
| 617735 | 2005 VZ145               | 5 novembre 2005   | Spacewatch                 |
| 617736 | 2005 VD147               | 29 ottobre 2014   | Spacewatch                 |
| 617737 | 2005 VT149               | 29 settembre 2014 | Pan-STARRS                 |
| 617738 | 2005 WU{{{2}}}           | 20 novembre 2005  | CSS                        |
| 617739 | 2005 WA17                | 28 ottobre 2005   | Mount Lemmon Survey        |
| 617740 | 2005 WC17                | 22 novembre 2005  | Spacewatch                 |
| 617741 | 2005 WJ44                | 1 ottobre 2005    | Mount Lemmon Survey        |
| 617742 | 2005 WJ49                | 25 novembre 2005  | Spacewatch                 |
| 617743 | 2005 WF50                | 25 ottobre 2005   | Mount Lemmon Survey        |
| 617744 | 2005 WA51                | 25 novembre 2005  | Spacewatch                 |
| 617745 | 2005 WT59                | 30 novembre 2005  | LINEAR                     |
| 617746 | 2005 WJ68                | 28 ottobre 2005   | Spacewatch                 |
| 617747 | 2005 WN96                | 26 novembre 2005  | Spacewatch                 |
| 617748 | 2005 WQ109               | 30 novembre 2005  | Spacewatch                 |
| 617749 | 2005 WZ113               | 31 ottobre 2005   | Mount Lemmon Survey        |
| 617750 | 2005 WR127               | 25 novembre 2005  | Mount Lemmon Survey        |
| 617751 | 2005 WU129               | 25 ottobre 2005   | Mount Lemmon Survey        |
| 617752 | 2005 WD132               | 25 novembre 2005  | Mount Lemmon Survey        |
| 617753 | 2005 WU138               | 26 novembre 2005  | Mount Lemmon Survey        |
| 617754 | 2005 WK162               | 25 novembre 2005  | Mount Lemmon Survey        |
| 617755 | 2005 WL162               | 1 novembre 2005   | Mount Lemmon Survey        |
| 617756 | 2005 WD166               | 28 ottobre 2005   | LINEAR                     |
| 617757 | 2005 WU167               | 30 novembre 2005  | Spacewatch                 |
| 617758 | 2005 WW171               | 30 novembre 2005  | Mount Lemmon Survey        |
| 617759 | 2005 WX171               | 1 novembre 2005   | Spacewatch                 |
| 617760 | 2005 WM188               | 30 novembre 2005  | Spacewatch                 |
| 617761 | 2005 WL216               | 1 ottobre 2014    | Pan-STARRS                 |
| 617762 | 2005 WV216               | 30 novembre 2005  | Spacewatch                 |
| 617763 | 2005 XO7                 | 4 novembre 2005   | Spacewatch                 |
| 617764 | 2005 XS8                 | 29 ottobre 2005   | Spacewatch                 |
| 617765 | 2005 XM15                | 1 dicembre 2005   | Mount Lemmon Survey        |
| 617766 | 2005 XP15                | 29 ottobre 2005   | Mount Lemmon Survey        |
| 617767 | 2005 XF24                | 26 novembre 2005  | Mount Lemmon Survey        |
| 617768 | 2005 XV42                | 1 dicembre 2005   | Mount Lemmon Survey        |
| 617769 | 2005 XC47                | 2 dicembre 2005   | Spacewatch                 |
| 617770 | 2005 XZ57                | 2 dicembre 2005   | Spacewatch                 |
| 617771 | 2005 XF69                | 6 dicembre 2005   | Spacewatch                 |
| 617772 | 2005 XW70                | 6 dicembre 2005   | Spacewatch                 |
| 617773 | 2005 XA77                | 8 dicembre 2005   | Spacewatch                 |
| 617774 | 2005 XM90                | 8 dicembre 2005   | Spacewatch                 |
| 617775 | 2005 XP97                | 1 dicembre 2005   | L. H. Wasserman, R. Millis |
| 617776 | 2005 XB102               | 1 dicembre 2005   | L. H. Wasserman, R. Millis |
| 617777 | 2005 XR106               | 1 dicembre 2005   | L. H. Wasserman, R. Millis |
| 617778 | 2005 XW106               | 24 ottobre 2005   | Osservatorio di Mauna Kea  |
| 617779 | 2005 XS109               | 1 dicembre 2005   | Mount Lemmon Survey        |
| 617780 | 2005 XD123               | 10 dicembre 2005  | Spacewatch                 |
| 617781 | 2005 XL125               | 27 giugno 2015    | Pan-STARRS                 |
| 617782 | 2005 XV125               | 7 dicembre 2005   | Spacewatch                 |
| 617783 | 2005 XG127               | 31 ottobre 2005   | Mount Lemmon Survey        |
| 617784 | 2005 XN131               | 7 marzo 2017      | Pan-STARRS                 |
| 617785 | 2005 XH132               | 1 dicembre 2005   | Mount Lemmon Survey        |
| 617786 | 2005 YG31                | 22 dicembre 2005  | Spacewatch                 |
| 617787 | 2005 YR35                | 25 dicembre 2005  | Spacewatch                 |
| 617788 | 2005 YS44                | 1 dicembre 2005   | Mount Lemmon Survey        |
| 617789 | 2005 YQ72                | 24 dicembre 2005  | Spacewatch                 |
| 617790 | 2005 YT74                | 10 dicembre 2005  | Spacewatch                 |
| 617791 | 2005 YW84                | 25 dicembre 2005  | Mount Lemmon Survey        |
| 617792 | 2005 YL99                | 13 agosto 2004    | Cerro Tololo Obs.          |
| 617793 | 2005 YE105               | 25 dicembre 2005  | Spacewatch                 |
| 617794 | 2005 YN109               | 24 novembre 2000  | Spacewatch                 |
| 617795 | 2005 YX111               | 25 dicembre 2005  | Mount Lemmon Survey        |
| 617796 | 2005 YB139               | 28 dicembre 2005  | Spacewatch                 |
| 617797 | 2005 YS151               | 26 dicembre 2005  | Spacewatch                 |
| 617798 | 2005 YJ153               | 29 dicembre 2005  | Spacewatch                 |
| 617799 | 2005 YY162               | 27 dicembre 2005  | Mount Lemmon Survey        |
| 617800 | 2005 YL164               | 29 dicembre 2005  | Spacewatch                 |

## 617801–617900
| Nome   | Designazione provvisoria | Data di scoperta  | Scopritore          |
| ------ | ------------------------ | ----------------- | ------------------- |
| 617801 | 2005 YN194               | 31 dicembre 2005  | Spacewatch          |
| 617802 | 2005 YS228               | 5 dicembre 2005   | Mount Lemmon Survey |
| 617803 | 2005 YZ247               | 31 dicembre 2005  | Spacewatch          |
| 617804 | 2005 YO261               | 25 dicembre 2005  | Spacewatch          |
| 617805 | 2005 YY261               | 25 dicembre 2005  | Mount Lemmon Survey |
| 617806 | 2005 YW262               | 25 dicembre 2005  | Spacewatch          |
| 617807 | 2005 YK265               | 26 dicembre 2005  | Spacewatch          |
| 617808 | 2005 YM267               | 25 dicembre 2005  | Spacewatch          |
| 617809 | 2005 YU275               | 28 gennaio 2014   | Mount Lemmon Survey |
| 617810 | 2005 YT280               | 26 gennaio 2017   | Mount Lemmon Survey |
| 617811 | 2005 YH288               | 30 dicembre 2005  | Spacewatch          |
| 617812 | 2005 YN294               | 10 gennaio 2011   | Mount Lemmon Survey |
| 617813 | 2005 YC299               | 17 dicembre 2001  | Spacewatch          |
| 617814 | 2005 YN299               | 27 dicembre 2005  | Spacewatch          |
| 617815 | 2005 YA300               | 21 dicembre 2005  | Spacewatch          |
| 617816 | 2005 YN301               | 25 dicembre 2005  | Spacewatch          |
| 617817 | 2006 AB11                | 4 gennaio 2006    | Mount Lemmon Survey |
| 617818 | 2006 AW17                | 15 ottobre 2001   | SDSS Collaboration  |
| 617819 | 2006 AO24                | 5 gennaio 2006    | Spacewatch          |
| 617820 | 2006 AM55                | 28 dicembre 2005  | Spacewatch          |
| 617821 | 2006 AW59                | 27 dicembre 2005  | Mount Lemmon Survey |
| 617822 | 2006 AP88                | 5 gennaio 2006    | Spacewatch          |
| 617823 | 2006 AQ95                | 9 gennaio 2006    | Spacewatch          |
| 617824 | 2006 AF110               | 6 marzo 2011      | Mount Lemmon Survey |
| 617825 | 2006 AX111               | 30 gennaio 2016   | Mount Lemmon Survey |
| 617826 | 2006 AM113               | 12 gennaio 2018   | Pan-STARRS          |
| 617827 | 2006 AV113               | 16 ottobre 2009   | Mount Lemmon Survey |
| 617828 | 2006 BU9                 | 22 gennaio 2006   | Mount Lemmon Survey |
| 617829 | 2006 BP11                | 25 ottobre 2005   | Spacewatch          |
| 617830 | 2006 BY17                | 22 gennaio 2006   | Mount Lemmon Survey |
| 617831 | 2006 BT35                | 23 gennaio 2006   | Spacewatch          |
| 617832 | 2006 BN49                | 25 gennaio 2006   | Spacewatch          |
| 617833 | 2006 BJ51                | 25 gennaio 2006   | Spacewatch          |
| 617834 | 2006 BM70                | 23 gennaio 2006   | Spacewatch          |
| 617835 | 2006 BN75                | 23 gennaio 2006   | Spacewatch          |
| 617836 | 2006 BH88                | 25 gennaio 2006   | Spacewatch          |
| 617837 | 2006 BB114               | 25 gennaio 2006   | Spacewatch          |
| 617838 | 2006 BH132               | 26 gennaio 2006   | Spacewatch          |
| 617839 | 2006 BD159               | 26 gennaio 2006   | Spacewatch          |
| 617840 | 2006 BA160               | 26 gennaio 2006   | Spacewatch          |
| 617841 | 2006 BH175               | 27 gennaio 2006   | Spacewatch          |
| 617842 | 2006 BL176               | 23 gennaio 2006   | Spacewatch          |
| 617843 | 2006 BF197               | 30 gennaio 2006   | Spacewatch          |
| 617844 | 2006 BL222               | 30 gennaio 2006   | Spacewatch          |
| 617845 | 2006 BC225               | 30 gennaio 2006   | Spacewatch          |
| 617846 | 2006 BT233               | 23 gennaio 2006   | Spacewatch          |
| 617847 | 2006 BV242               | 31 gennaio 2006   | Spacewatch          |
| 617848 | 2006 BJ246               | 31 gennaio 2006   | Spacewatch          |
| 617849 | 2006 BK258               | 13 gennaio 2002   | Spacewatch          |
| 617850 | 2006 BP266               | 6 gennaio 2006    | Spacewatch          |
| 617851 | 2006 BA275               | 26 gennaio 2006   | Spacewatch          |
| 617852 | 2006 BC278               | 25 gennaio 2006   | Spacewatch          |
| 617853 | 2006 BG287               | 23 gennaio 2006   | Spacewatch          |
| 617854 | 2006 BJ289               | 23 gennaio 2006   | Spacewatch          |
| 617855 | 2006 BD291               | 30 gennaio 2006   | Spacewatch          |
| 617856 | 2006 BQ292               | 28 settembre 2009 | Mount Lemmon Survey |
| 617857 | 2006 BK293               | 26 gennaio 2006   | Mount Lemmon Survey |
| 617858 | 2006 BJ296               | 21 ottobre 2014   | Spacewatch          |
| 617859 | 2006 CL4                 | 23 gennaio 2006   | Mount Lemmon Survey |
| 617860 | 2006 CZ15                | 13 dicembre 2004  | Spacewatch          |
| 617861 | 2006 CX31                | 2 febbraio 2006   | Spacewatch          |
| 617862 | 2006 CO33                | 2 febbraio 2006   | Mount Lemmon Survey |
| 617863 | 2006 CB45                | 23 gennaio 2006   | Spacewatch          |
| 617864 | 2006 CV72                | 25 maggio 2003    | Spacewatch          |
| 617865 | 2006 CD78                | 21 settembre 2011 | Mount Lemmon Survey |
| 617866 | 2006 CY84                | 4 febbraio 2006   | Spacewatch          |
| 617867 | 2006 CV86                | 30 aprile 2014    | Pan-STARRS          |
| 617868 | 2006 CS87                | 4 febbraio 2006   | Spacewatch          |
| 617869 | 2006 CR88                | 2 febbraio 2006   | Spacewatch          |
| 617870 | 2006 DM19                | 20 febbraio 2006  | Spacewatch          |
| 617871 | 2006 DK24                | 31 gennaio 2006   | Spacewatch          |
| 617872 | 2006 DR37                | 4 dicembre 2005   | Spacewatch          |
| 617873 | 2006 DJ48                | 30 gennaio 2006   | Spacewatch          |
| 617874 | 2006 DR72                | 4 febbraio 2006   | Spacewatch          |
| 617875 | 2006 DF76                | 24 febbraio 2006  | Spacewatch          |
| 617876 | 2006 DN88                | 24 febbraio 2006  | Spacewatch          |
| 617877 | 2006 DU125               | 26 gennaio 2006   | Spacewatch          |
| 617878 | 2006 DY140               | 25 febbraio 2006  | Spacewatch          |
| 617879 | 2006 DX146               | 25 febbraio 2006  | Spacewatch          |
| 617880 | 2006 DW162               | 27 febbraio 2006  | Mount Lemmon Survey |
| 617881 | 2006 DB171               | 27 febbraio 2006  | Spacewatch          |
| 617882 | 2006 DP174               | 27 febbraio 2006  | Spacewatch          |
| 617883 | 2006 DW181               | 27 febbraio 2006  | Spacewatch          |
| 617884 | 2006 DK205               | 25 febbraio 2006  | Mount Lemmon Survey |
| 617885 | 2006 DB220               | 15 aprile 2007    | Mount Lemmon Survey |
| 617886 | 2006 DH221               | 12 marzo 2010     | Spacewatch          |
| 617887 | 2006 DB223               | 27 febbraio 2006  | Mount Lemmon Survey |
| 617888 | 2006 DR223               | 17 novembre 2009  | Mount Lemmon Survey |
| 617889 | 2006 EX7                 | 2 marzo 2006      | Spacewatch          |
| 617890 | 2006 ED31                | 27 febbraio 2006  | Spacewatch          |
| 617891 | 2006 ER32                | 3 marzo 2006      | Spacewatch          |
| 617892 | 2006 EN38                | 28 settembre 2003 | SDSS Collaboration  |
| 617893 | 2006 ET49                | 10 febbraio 2005  | A. Boattini         |
| 617894 | 2006 EF80                | 15 ottobre 2012   | Pan-STARRS          |
| 617895 | 2006 EH81                | 17 febbraio 2013  | Spacewatch          |
| 617896 | 2006 EV81                | 6 marzo 2006      | Mount Lemmon Survey |
| 617897 | 2006 FY1                 | 23 marzo 2006     | Mount Lemmon Survey |
| 617898 | 2006 FQ38                | 23 marzo 2006     | Spacewatch          |
| 617899 | 2006 GL59                | 2 aprile 2006     | Spacewatch          |
| 617900 | 2006 HO26                | 20 aprile 2006    | Spacewatch          |

## 617901–618000
| Nome   | Designazione provvisoria | Data di scoperta  | Scopritore                      |
| ------ | ------------------------ | ----------------- | ------------------------------- |
| 617901 | 2006 HD85                | 27 aprile 2006    | Spacewatch                      |
| 617902 | 2006 HL97                | 30 aprile 2006    | Spacewatch                      |
| 617903 | 2006 HR129               | 30 gennaio 2006   | Spacewatch                      |
| 617904 | 2006 HY136               | 26 aprile 2006    | Cerro Tololo Obs.               |
| 617905 | 2006 HO148               | 26 maggio 2006    | Mount Lemmon Survey             |
| 617906 | 2006 JG59                | 1 maggio 2006     | D. E. Trilling                  |
| 617907 | 2006 JF60                | 1 maggio 2006     | D. E. Trilling                  |
| 617908 | 2006 JZ62                | 1 maggio 2006     | D. E. Trilling                  |
| 617909 | 2006 JP85                | 1 ottobre 2013    | Spacewatch                      |
| 617910 | 2006 KV58                | 30 aprile 2006    | Spacewatch                      |
| 617911 | 2006 KV87                | 24 maggio 2006    | Spacewatch                      |
| 617912 | 2006 KW90                | 4 luglio 2003     | Spacewatch                      |
| 617913 | 2006 KD91                | 24 maggio 2006    | Mount Lemmon Survey             |
| 617914 | 2006 KF98                | 26 maggio 2006    | Spacewatch                      |
| 617915 | 2006 KE119               | 22 dicembre 2003  | Spacewatch                      |
| 617916 | 2006 KC124               | 21 maggio 2006    | Spacewatch                      |
| 617917 | 2006 KQ129               | 25 maggio 2006    | Osservatorio di Mauna Kea       |
| 617918 | 2006 KT132               | 10 marzo 2005     | Mount Lemmon Survey             |
| 617919 | 2006 KW147               | 26 maggio 2006    | Mount Lemmon Survey             |
| 617920 | 2006 KB151               | 22 giugno 2015    | Pan-STARRS                      |
| 617921 | 2006 KM153               | 21 aprile 2009    | Mount Lemmon Survey             |
| 617922 | 2006 KQ153               | 6 aprile 2011     | Mount Lemmon Survey             |
| 617923 | 2006 LE8                 | 1 novembre 2008   | Mount Lemmon Survey             |
| 617924 | 2006 LJ8                 | 30 marzo 2011     | Pan-STARRS                      |
| 617925 | 2006 LK9                 | 22 maggio 2014    | Mount Lemmon Survey             |
| 617926 | 2006 MO10                | 19 giugno 2006    | Mount Lemmon Survey             |
| 617927 | 2006 MQ11                | 21 aprile 2006    | Spacewatch                      |
| 617928 | 2006 MB16                | 6 marzo 2013      | Pan-STARRS                      |
| 617929 | 2006 MJ16                | 26 maggio 2014    | Pan-STARRS                      |
| 617930 | 2006 MQ16                | 22 aprile 2009    | Mount Lemmon Survey             |
| 617931 | 2006 ON15                | 18 giugno 2006    | NEAT                            |
| 617932 | 2006 OH24                | 15 gennaio 2008   | Spacewatch                      |
| 617933 | 2006 OQ37                | 19 luglio 2006    | Osservatorio di Mauna Kea       |
| 617934 | 2006 OD39                | 5 luglio 2017     | Pan-STARRS                      |
| 617935 | 2006 OJ39                | 5 giugno 2018     | Pan-STARRS                      |
| 617936 | 2006 OS39                | 20 ottobre 2016   | Mount Lemmon Survey             |
| 617937 | 2006 PK10                | 13 agosto 2006    | NEAT                            |
| 617938 | 2006 PD44                | 29 luglio 2014    | Pan-STARRS                      |
| 617939 | 2006 QL16                | 17 agosto 2006    | NEAT                            |
| 617940 | 2006 QH28                | 29 luglio 2006    | SSS                             |
| 617941 | 2006 QX62                | 24 agosto 2006    | LINEAR                          |
| 617942 | 2006 QH68                | 21 agosto 2006    | Spacewatch                      |
| 617943 | 2006 QS71                | 21 agosto 2006    | Spacewatch                      |
| 617944 | 2006 QS81                | 24 agosto 2006    | NEAT                            |
| 617945 | 2006 QS83                | 19 agosto 2006    | Spacewatch                      |
| 617946 | 2006 QB89                | 18 agosto 2006    | Spacewatch                      |
| 617947 | 2006 QN92                | 25 luglio 2006    | Mount Lemmon Survey             |
| 617948 | 2006 QC110               | 28 agosto 2006    | Spacewatch                      |
| 617949 | 2006 QS125               | 28 agosto 2006    | LONEOS                          |
| 617950 | 2006 QB136               | 18 agosto 2006    | Spacewatch                      |
| 617951 | 2006 QA152               | 19 agosto 2006    | Spacewatch                      |
| 617952 | 2006 QW159               | 19 agosto 2006    | Spacewatch                      |
| 617953 | 2006 QN160               | 19 agosto 2006    | Spacewatch                      |
| 617954 | 2006 QU168               | 24 novembre 2003  | Spacewatch                      |
| 617955 | 2006 QC174               | 22 agosto 2006    | L. H. Wasserman                 |
| 617956 | 2006 QD186               | 28 agosto 2006    | Spacewatch                      |
| 617957 | 2006 QY187               | 19 agosto 2006    | Spacewatch                      |
| 617958 | 2006 QK189               | 27 agosto 2006    | Spacewatch                      |
| 617959 | 2006 QG190               | 22 agosto 2006    | NEAT                            |
| 617960 | 2006 QA191               | 19 agosto 2006    | Spacewatch                      |
| 617961 | 2006 QO192               | 29 agosto 2006    | Spacewatch                      |
| 617962 | 2006 QP192               | 28 agosto 2006    | Spacewatch                      |
| 617963 | 2006 QQ194               | 27 dicembre 2011  | Spacewatch                      |
| 617964 | 2006 QQ198               | 18 marzo 2013     | Mount Lemmon Survey             |
| 617965 | 2006 QK199               | 29 marzo 2012     | Mount Lemmon Survey             |
| 617966 | 2006 QT201               | 29 agosto 2006    | CSS                             |
| 617967 | 2006 RG14                | 14 settembre 2006 | Spacewatch                      |
| 617968 | 2006 RW18                | 14 settembre 2006 | NEAT                            |
| 617969 | 2006 RO24                | 14 settembre 2006 | Spacewatch                      |
| 617970 | 2006 RK25                | 29 agosto 2006    | Spacewatch                      |
| 617971 | 2006 RE27                | 14 settembre 2006 | CSS                             |
| 617972 | 2006 RL41                | 29 agosto 2006    | Spacewatch                      |
| 617973 | 2006 RA45                | 14 settembre 2006 | Spacewatch                      |
| 617974 | 2006 RY47                | 14 settembre 2006 | NEAT                            |
| 617975 | 2006 RK53                | 14 settembre 2006 | Spacewatch                      |
| 617976 | 2006 RH75                | 15 settembre 2006 | Spacewatch                      |
| 617977 | 2006 RK76                | 15 settembre 2006 | Spacewatch                      |
| 617978 | 2006 RP102               | 13 settembre 2006 | NEAT                            |
| 617979 | 2006 RL104               | 15 settembre 2006 | Spacewatch                      |
| 617980 | 2006 RN111               | 5 dicembre 2007   | Spacewatch                      |
| 617981 | 2006 RF117               | 14 settembre 2006 | J. Masiero, R. Jedicke          |
| 617982 | 2006 SS10                | 16 settembre 2006 | Spacewatch                      |
| 617983 | 2006 SC27                | 16 settembre 2006 | CSS                             |
| 617984 | 2006 SK46                | 19 settembre 2006 | LONEOS                          |
| 617985 | 2006 SL76                | 19 settembre 2006 | Spacewatch                      |
| 617986 | 2006 SF126               | 21 settembre 2006 | LONEOS                          |
| 617987 | 2006 SP146               | 19 settembre 2006 | Spacewatch                      |
| 617988 | 2006 SN154               | 21 settembre 2006 | W. Bickel                       |
| 617989 | 2006 SR170               | 17 settembre 2006 | Spacewatch                      |
| 617990 | 2006 SK189               | 16 febbraio 2004  | Spacewatch                      |
| 617991 | 2006 SW191               | 19 settembre 2006 | Spacewatch                      |
| 617992 | 2006 SJ193               | 26 settembre 2006 | CSS                             |
| 617993 | 2006 SA227               | 26 settembre 2006 | Spacewatch                      |
| 617994 | 2006 SX233               | 18 settembre 2006 | Spacewatch                      |
| 617995 | 2006 SK275               | 27 settembre 2006 | Mount Lemmon Survey             |
| 617996 | 2006 SR293               | 17 settembre 2006 | Spacewatch                      |
| 617997 | 2006 SQ300               | 26 settembre 2006 | Spacewatch                      |
| 617998 | 2006 ST302               | 23 ottobre 2003   | L. H. Wasserman, D. E. Trilling |
| 617999 | 2006 SG324               | 17 settembre 2006 | Spacewatch                      |
| 618000 | 2006 SE330               | 27 settembre 2006 | Spacewatch                      |